# International Sea Cadet Association
International Sea Cadet Association (ISCA) är en internationell samarbetsorganisation som samlar nationella organisationer med militär marin ungdomsverksamhet (i engelsktalande länder ofta kallade Sea Cadet Corps). ISCA grundades i nuvarande form 1994 och har 20 medlemsorganisationer i 4 världsdelar. Syftet med organisationen är att främja och koordinera internationellt utbyte mellan medlemsorganisationerna och därigenom utbyta erfarenheter och idéer.

## Historia
Innan ISCA grundades hölls vid jämna mellanrum internationella sammankomster med flera av ISCA:s nuvarande medlemsorganisationer inom ramen för International Sea Cadet Conference (ISCC). Vid 1991 års ISCC som hölls i Stockholm med svenska Sjövärnskåren (SVK) som värd framlade SVK ett förslag om att permanentera ISCC:s verksamhet iform av en internationell organisation. Vid ISCC 1993 i Washington D.C. gavs Sjövärnskåren i uppdrag att utarbeta stadgar till denna organisation vilket ledde till att man vid ISCC 1994 i Portsmouth, Storbritannien, kunde underteckna grundardokumenten för ISCA som då bestod av tio grundarorganisationer.

## Medlemsorganisationer
Grundarorganisationer:
- Royal Belgian Sea Cadet Corps
- Bermuda Sea Cadet Corps
- Japan Sea Cadet Federation
- The Navy League of Canada
- Zeekadetkorps Nederland
- Sea Cadet Corps
- Sjövärnskårernas Riksförbund
- South African Sea Cadet Corps
- Deutsche Marine-Jugend e.V.
- United States Naval Sea Cadet Corps

Senare tillkomna organisationer:
- Australian Navy Cadets
- Hong Kong Sea Cadet Corps
- Sea Cadet Corps India (1995)
- Sea Cadets of Lithuania
- Sea Cadet Association of New Zealand
- Sea Cadets of Portugal
- Young Mariners League of Russia
- Singapore National Cadet Corps
- Sea Explorers of Korea
- Zimbabwe Sea Cadet Corps